# ブリスベン・バンディッツ
ブリスベン・バンディッツ（英語: Brisbane Bandits）は、オーストラリアン・ベースボールリーグに加盟しているプロ野球チームである。本拠地は、オーストラリアクイーンズランド州ブリスベン。

## 歴史
2010年に創設され、ABLによって直接運営されている。ブリスベンを保護地域とし、ホロウェイ・フィールド、ブリスベン・エキシビジョン・グラウンドを本拠地球場としている。
ABLの発足初年度に設立され、同年よりリーグ戦に参加している。
設立後初のシーズンである2010-11シーズンはリーグ5位と奮わず、また翌年度以降もリーグ下位が定位置であり、2014-15シーズンまでポストシーズンへの進出もなかった。
2013-14シーズンにチームは初めてリーグ戦最下位に沈み、2011-12シーズン以来3季に渡り監督を務めたケビン・ジョーダンが退任し、初年度に監督を務めた デーブ・ニルソンが4年ぶりに監督へと復帰した。
2014-15シーズンは5位に終わったが、翌2015-16シーズンに投手二冠を獲得したライアン・サールをはじめとする投手陣、チーム打率3割を誇った打撃陣両輪の活躍により、球団史上初めてリーグ戦を制した。この年はその勢いのままチャンピオンシップシリーズも制し、ABLチャンピオンのタイトルまでも手中にする事となった。
2016-17シーズンはリーグ戦を3位で終えるも、ポストシーズン、チャンピオンシリーズを勝ち抜き2年連続でのABLチャンピオンとなった。
2017-18シーズンには2度目のリーグ優勝を果たし、チャンピオンシップシリーズではキャンベラ・キャバルリーとの接戦を制し、史上初のABLチャンピオンシリーズ三連覇を達成した。

## 選手名鑑

### 現役選手
| 投手 - 15 スティーブン・チェンバース (Steven Chambers) - 41 ダニエル・クーパー (Daniel Cooper) - 36 ジャスティン・エラスムス (Justin Erasmus) - -- マイケル・フォミサノ (Michael Formisano) - 1 後藤真人 (Masato Goto) - -- グレッグ・ヘンドリックス (Greg Hendrix) - 31 サミュエル・ホランド (Samuel Holland) - 10 黄思漢 (Szu-Hau Huang) - 7 ジェイソン・ジャービス (Jason Jarvis) - 42 ジェイソン・キルビー (Jason Kilby) - 33 林晨樺 (Chen-Hua Lin) - 46 ジェフ・ロリック (Jeff Lorick) - 50 ラクラン・マクドナルド (Lachlan MacDonald) - 35 ドリュー・ネイラー (Drew Naylor) - 22 ライアン・サール (Ryan Searle) - 46 ジャスプリート・シェルジール (Jaspreet Shergill) - 41 ジャスティン・スターツ (Justin Staatz) - 4 高塩将樹 (Masaki Takashio) - 45 マット・ティムズ (Matt Timms) - 26 マーク・トラウ (Mark Trau) | 捕手 - 29 ライアン・バタグリア (Ryan Battaglia) - 18 ミッチ・ニルソン (Mitch Nilson) - 8 マックス・ティッセンバウム (Maxx Tissenbaum) - 30 陽冠威 (Kuan-Wei Yang) 内野手 - 6 トーマス・コイル (Thomas Coyle) - 24 コナー・マクドナルド (Connor MacDonald) - 43 デビッド・サザーランド (David Sutherkand) 外野手 - 20 C.J.ベイティ (C.J. Beatty) - 17 アンドリュー・キャンペル (Andrew Campbell) - 2 ジョニー・フィールド (Johnny Field) - 28 エイブン・フレッチャー (Aven Fletcher) - 23 グランデン・ゲッツマン (Granden Goetzman) - 5 カール・ホシュケ (Karl Hoschke) - 19 ジョシュア・ロバーツ (Joshua Roberts) - 25 マシュー・ロックスバーグ (Matthew Roxburgh) - 16 ローガン・ウェイド (Logan Wade) |
| 2015年3月22日更新 [公式サイト(英語)より：ロースター ] | |